# Плоская (Львовская область)
Плоская (укр. Плоска) — село в Перемышлянской городской общине Львовского района Львовской области Украины.
Население по переписи 2001 года составляло 21 человек. Занимает площадь 0,64 км². Почтовый индекс — 81243. Телефонный код — 3263.